# Psihrometrija
Psihrometrija je pojam koji opisuje polje tehnike koje proučava odredivanje fizičkih i termodinamičkih svojstava smjese zraka i vodene pare. Riječ dolazi od grčkih riječi psihron, što znači hladno i riječi metron, što znači mjerenje.
Zrak je smjesa plinova i vodene pare. Udio ili količina pojedinih plinova u zraku je praktički konstantan, dok se udio vodene pare u zraku mijenja. Za proučavanje kondicioniranja zraka, pogodno je sve plinove u zraku smatrati jednom komponentom, a vodenu paru kao promjenjivu veličinu – drugom komponentom. Prvu komponentu (smjesa plinova u zraku) zovemo suhi zrak, a drugu, koja se nalazi u parnom stanju je vodena para. Zrak u kojem ima vodene pare zovemo vlažni zrak ili samo zrak. 

## Primjena
Iako psihrometriju možemo primijeniti za bilo koji sistem koji ima smjesu plina i pare, najviše se proučava smjesa zraka i vodene pare, i to za grijanje, ventilaciju i klimatizaciju, te za meteorologiju. Za nas, naša ugodnost nije samo rezultat temperature i zraka koji nas okružuje, već ovisi i o vlažnosti zraka, jer se hladimo sa znojenjem.

## Psihrometrijska svojstva
Psihrometar je instrument koji se sastoji od dva jednaka termometra. Posudica jednog termometra je omotana platnenom krpicom i ona se namoči destiliranom vodom. Taj se termometar naziva mokri termometar, za razliku od drugog koji se naziva suhi termometar. S krpice mokrog termometra voda hlapi, pa se njemu snizuje temperatura. Što je manja relativna vlažnost zraka, to je i veća razlika temperature između vlažnog i suhog termometra. Poznavajući suhu i mokru temperaturu, iz psihrometrijskih tablica moguće je odrediti relativnu vlažnost zraka, stvarni i ravnotežni tlak pare, te temperaturu rosišta. Ravnotežno stanje nastaje 4 do 5 minuta nakon vlaženja krpice mokrog termometra. Tada se živa u mokrom termometru zaustavi u spuštanju i treba očitati temperaturu mokrog termometra.
Temperatura rosišta je temperatura do koje se vlažan zrak mora hladiti (100% relativne vlage zraka), kod konstantnog tlaka, da počne kondenzacija vode. Ta se temperature može postići tako da se, uz nepromijenjenu količinu vodene pare, zrak ohlađuje do zasićenja. Tada stvarni tlak vodene pare postane jednak ravnotežnom tlaku. Pri temperaturi rosišta ili nižoj temperaturi, kondenzacijom se stvaraju kapljice vode, na bilju se pojavljuje rosa ili mraz, ovisno o tome je li temperature rosišta viša ili niža od 0 ºC. 
Relativna vlažnost je omjer količine vlage ili vode koju dani zrak sadrži, prema onoj količini koju pri danoj temperaturi može maksimalno sadržavati. 
Vlažnost zraka je količina vodene pare (u kilogramima), u 1 kg suhog zraka.
Apsolutna vlažnost je količina vodene pare u ukupnom obujmu zraka. To se može nazvati i gustoća vodene pare. 
Entalpija suhog zraka jednaka je produktu specifične topline i temperature suhog zraka, dok je entalpija vlažnog zraka jednaka zbroju entalpije suhog zraka i entalpije vlažnog zraka, koja se nalazi u 1 kg suhog zraka. 
Specifični obujam je obrnuta vrijednost od gustoće, a u psihrometriji je to odnos ukupnog obujma vlažnog zraka po kilogramu suhog zraka. 
Psihrometrijski odnos je odnos između koeficijenta konvektivnog prijelaza topline i umnoška koeficijenta konvektivnog prijelaza mase i topline vlažnog zraka. Matematički se može izraziti:
{\displaystyle r={\frac {h_{c}}{k_{y}c_{s}}}\,}
gdje je:
- {\displaystyle r} - psihrometrijski odnos, bez dimenzije
- {\displaystyle h_{c}} - koeficijenta konvektivnog prijelaza topline, W m-2 K-1
- {\displaystyle k_{y}} - koeficijenta konvektivnog prijelaza mase, kg m-2 s-1
- {\displaystyle c_{s}} - toplina vlažnog zraka, J kg-1 K-1

Toplina vlažnog zraka je specifična toplina vlažnog zraka kod konstantnog tlaka, po jedinici mase suhog zraka.
Većina psihrometrijskih svojstava se odnosi na atmosferski tlak uzorka.

## Psihrometrijske karte
Psihrometrijske karte su dijagrami termodinamičkih svojstva vlažnog zraka pri konstantnom tlaku. Uglavnom se koriste dvije vrste karata: prema ASHRAE (engl. American Society of Heating, Refrigerating and Air Conditioning Engineers) i Mollierov dijagram, koji je osmislio Richard Mollier 1923., a uglavnom se koristi u Skandinaviji i istočnoevropskim državama.